# Clarabuideldas
De Clarabuideldas (Echymipera clara) is een buideldas uit het geslacht Echymipera die voorkomt in het noorden van Nieuw-Guinea en op het nabijgelegen eiland Japen. De wetenschappelijke naam van de soort werd voor het eerst geldig gepubliceerd door Georg Hermann Wilhelm Stein in 1932.

## Kenmerken
Mannetjes en vrouwtjes verschillen sterk. Mannetjes zijn te herkennen aan de grote kop en de zeer grote hoektanden en valse kiezen. Beide geslachten kunnen van andere Echymipera worden onderscheiden door de minder stekelige vacht en de grote zwarte knobbel op de achtervoeten. De kop-romplengte bedraagt voor mannetjes 305 tot 410 mm en 270 tot 340 mm voor vrouwtjes, de staartlengte respectievelijk 92 tot 106 mm en 80 tot 95 mm, de achtervoetlengte 54 tot 70,3 mm en 50 tot 57 mm, de oorlengte 32,2 tot 35 mm en 25 tot 35 mm en het gewicht 1140 tot 1700 g en 825 tot 1140 g.

## Leefwijze
Deze soort is uitsluitend 's nachts actief en eet voornamelijk fruit.